# Santi Niccolò e Cataldo (Lecce)
A Santi Niccolò e Cataldo egy leccei templom.

## Története
1180-ban épült Tankréd parancsára a városfalakon kívül.

## Leírása
Az eredetileg román stílusban épült templomot 1716-ban Giuseppe Cino tervei alapján barokkosították, meghagyva néhány eredeti építészeti elemet, többek között a gazdagon faragott portált. A főhomlokzatot tíz szent szobra díszíti. Ezek a bencések és olivetánusok által tisztelt szentek, akik a templomot birtokolták a századok során. A templom jobb oldalához egy 16. századi kolostor csatlakozik. Az épületkomplexum körül alakult ki a városi temető, amely napjainkban is használatban van. A templom belsője háromhajós. A négyezetnél egy ovális kupola fedi. A templom oltárai a 16-17. században készültek. Ugyanebből az időből származnak a falakat díszítő freskók is, valamint Szent Miklós, a névadó szobra, amely Gabriele Riccardi alkotása. A templom egyik fő látványossága a híres leccei költő, Ascanio Grandi hatalmas síremléke.